# Sarmentypnum procerum
Sarmentypnum procerum là một loài Rêu trong họ Amblystegiaceae. Loài này được (Renauld & Arnell) Hedenas mô tả khoa học đầu tiên năm 2006.